# IC 4042A
IC 4042A — галактика типу S0 (спіральна галактика) у сузір'ї Волосся Вероніки.
Цей об'єкт міститься в оригінальній редакції індексного каталогу.